# Hans Ejvind Hansen
Hans Ejvind Hansen (født 24. marts 1942 i Virum) er en dansk erhvervsmand.
Hans Ejvind Hansen blev født i Virum som søn af konsulent Laurits Peter Hansen og Sigrid Hansen, f. Harrekilde.
Han blev student fra Holte Gymnasium i 1960 og cand.polit. fra Københavns Universitet i 1968.
Han var i 1968 sekretær ved Socialforskningsrådet og fra 1969–73 fuldmægtig i Det økonomiske Sekretariat, Økonomiministeriet.
1974–77 var han sekretariatschef for Realkreditrådet og fra 1977–78 underdirektør i Den danske Bankforening.
I 1978 indtrådte Hans Ejvind Hansen i direktionen for Forenede Kreditforeninger og var i 1981-85 formand for direktionen. I 1985-87 blev han formand for direktionen i Nykredit - en fusion mellem Forenede Kreditforeninger og Jyllands Kreditforening.
I 1987 indtrådte han i direktionen for Kjøbenhavns Handelsbank og var i 1989–90 ordførende direktør. I 1990–93 var han i direktionen for Danske Bank – en fusion mellem Kjøbenhavns Handelsbank, Den danske Bank af 1871 og Provinsbanken.
I 1993–95 var han koncernchef for Baltica Forsikring – der i 1995 blev overtaget af Tryg.

## Tillidsposter
I årene 1981–1995 var Hans Ejvind Hansen medlem af bestyrelserne for Realkreditrådet, 1986-87 (formand), Den danske Bankforening, 1988-90 og Assurandør-Societetet, 1993-95.
1995–2012 var han medlem af en række bestyrelser, blandt andet formand for bestyrelsen i Københavns Fondsbørs ved omdannelsen til et privat aktieselskab i 1996 og ved fusionen med det svenske OMX i 2005.
Endelig var han formand for censorkorpset ved universiteternes økonomistudier 1995–2010.
Hans Ejvind Hansen er gift med Nina Lundgreen Hansen siden 1968, og de har to børn.